# Eternal Darkness: Sanity's Requiem
Eternal Darkness: Sanity's Requiem (Oscuridad Eterna: Réquiem de la Cordura)  es un videojuego del género terror psicológico para la plataforma Nintendo GameCube, desarrollado por Silicon Knights. Fue lanzado el 24 de junio de 2002.
Es el primer videojuego creado por Nintendo orientado a mayores de edad.

## Modo de juego
El juego se lleva a cabo desde una perspectiva en tercera persona. Mientras el modo de juego opera de manera similar a Resident Evil, peleando contra monstruos y resolviendo acertijos para desbloquear otras ubicaciones, Eternal Darkness mantiene diferencias notables en el estilo del modo de juego, algunos de los cuales lo distinguen de otros juegos de horror/supervivencia de su época, entre las que destacan un mapa que rastrea la trayectoria del jugador y el sistema de inventario que almacena armas y elementos que pueden usarse para resolver los acertijos, algunos de los cuales se pueden combinar con otros objetos e incluso ser encantados con magia para diferentes efectos.
Los combates se enfocan en un sistema de apuntado simple. El jugador debe ajustar como blanco a un enemigo para atacarlo, y puede concentrarse en atacarlo directamente o atacar alguno de sus miembros para incapacitarlo. Existen varias clases de enemigos que el jugador puede enfrentar o evitar. La mayoría de enemigos tienen diferentes variedades, y existen diferencias sutiles entre cada una: además de tener diferentes rasgos, cada clase varía en apariencia. Hay enemigos muy comunes en los que solo cambia su tono de piel, pero los jefes más grandes tienden a ser significativamente únicos.
El juego cuenta con múltiples caminos que se pueden tomar. Esta elección no solo determina cuál de los tres antagonistas del juego está alineado con la historia, sino que también tiene efectos sutiles en el juego sobre los capítulos y periodos intermedios posteriores. Esto puede incluso afectar relativamente la dificultad del juego en ciertas situaciones. La mayoría de los cambios giran en torno a la ubicación de un enemigo, lo que tiene un efecto ondulante en la forma en que el jugador lo enfrenta. Los enemigos de color rojo, por ejemplo, son más resistentes que sus contrapartes de color azul o verde, y al escoger el camino de la historia "rojo" es en cierto modo jugar en un modo difícil no oficial. Una vez que el juego se completa por un camino, este no estará disponible en las siguientes partidas, hasta que el jugador complete los tres caminos.
La narrativa de la historia del juego cambia entre dos fases. La fase principal se centra en una serie de capítulos en los que el jugador toma el control de un nuevo personaje por capítulo. La otra fase funciona como un intermedio. El juego cuenta con 12 personajes jugables, divididos en 4 diferentes locaciones y diferentes épocas. Cada uno de los personajes es diferente en términos de los tres parámetros principales del juego: salud, cordura o magia; además de que tiene acceso a una pequeña selección de armas que puede usar durante el combate; armas están determinadas por la época en la que vivió el personaje. Por ejemplo, los personajes de la era medieval están restringidos a armas de combate cuerpo a cuerpo como espadas, y ocasionalmente ballestas; mientras que los personajes de épocas más modernas tienen acceso a armas de mayor alcance, tales como armas de fuego.

### Magia
La magia puede ser usada por la mayoría de los personajes, y consiste en hechizos que pueden ser usados para infligir daño en los oponentes, proteger a los personajes y curarlos, y se puede usar para resolver ciertos acertijos. El jugador también es capaz de asignar botones para los encantamientos para usarlos de manera rápida durante el juego. Después de descubrir un hechizo, este puede ser usado en los capítulos siguientes y periodos intermedios. Todos los hechizos se ven afectados fundamentalmente por la runa de alineación que los alimenta. El juego incorpora cuatro tipos de estas runas: rojo, verde, azul y morado. Cada alineación afecta los hechizos en un parámetro específico que opera sobre el principio del juego "piedra, papel o tijeras". Todos los hechizos requieren que el jugador combine una serie de runas para realizar el encantamiento, y se puede experimentar con ellas libremente. La robusta mecánica de la experimentación fue elogiada por la crítica por ser única, y como algo que establece al sistema mágico aparte de la mayoría de sistemas de magia de otros juegos.

### Cordura
Otro aspecto distintivo en el modo de juego es el "efecto cordura", concepto destacado patentado por Nintendo. Al inicio del segundo capítulo del juego, el jugador deberá estar al pendiente de su medidor de cordura, que es una barra verde que decrece cuando el jugador es observado por un enemigo. A medida que la barra baja, aparecen cambios sutiles en el entorno y ocurren eventos inusuales al azar, lo que refleja el alejamiento del personaje hacia la realidad.
Mientras que algunos efectos menores en la falta de cordura incluyen una ligera inclinación en la cámara, o cabezas de estatuas que voltean a ver al personaje, hay efectos más fuertes que incluyen sangrado de paredes y techo, entrar a una habitación fuera de la realidad antes de encontrar que el personaje nunca abandonó la habitación anterior, muerte repentina del personaje y un efecto de ruptura de la cuarta pared con pantallas como "Continuará..." o promociones de una secuela; incluso errores y anomalías en la televisión o en la consola GameCube. Si bien esto último no afecta el juego, el jugador puede interpretarlo como una falla técnica real.

## Argumento
El videojuego trata de una chica llamada Alexandra Roivas, estudiante de una prestigiosa universidad de Washington, quien debe regresar a Rhode Island, su lugar de nacimiento, para hacerse cargo de la mansión familiar que hereda de su difunto abuelo, Edward Roivas, el cual ha sido asesinado. La incompetencia de la policía le llevará a emprender la búsqueda de pistas que permitan esclarecer las circunstancias que rodean su violenta muerte.
Pronto encuentra el Libro de la Eterna Oscuridad, cuyos orígenes se remontan al imperio romano. Gracias a él descubre una oscura trama que envuelve a los Antiguos, una amoral y demoníaca especie que dominaba la Tierra antes de que lo hiciera el Hombre. Estos seres pretenden retornar al planeta con la ayuda de las intrigas de algunos hombres que, ansiosos por obtener sus favores, han fundado sectas para devolverles el esplendor que tuvieron en su tiempo.

## El libro de la Eterna Oscuridad
Es el nexo que une todos los capítulos que aparecen en las páginas repartidas por la mansión de la familia Roivas. Se trata de un libro fabricado en piel y huesos humanos con el signo de Mantorok inscrito en un sello. El libro permite a su portador usar la magia, y hasta que no se obtiene no se puede usar. Exceptuando a los miembros de la familia Roivas y Pius, todos los personajes son teletransportados sin previo aviso a la sala donde se encuentra el libro. En la sala se pueden ver las estatuas de los héroes que han perecido en la lucha contra las Tinieblas, ya sea por perder la vida o la cordura en el intento. No salen Alexandra Roivas, Peter Jacob, Michael Edwards y Edwin Linsdey, ya que éstos sobrevivieron. Sí aparece la estatua de Pius, pero partida por la mitad, lo que probablemente significa que al haberse convertido en un siervo de las tinieblas no es digno de ser considerado un mártir.
| Nombre del capítulo                                      | Personaje          | Lugar                                         | Fecha     | Descripción |
| -------------------------------------------------------- | ------------------ | --------------------------------------------- | --------- | --- |
| Capítulo 1: El Elegido                                   | Pius Augustus      | Persia (Ciudad Prohibida)                     | 26 A.C.   | Este capítulo es decisivo para elegir la alineación. Pius Augustus es un centurión romano enviado a Persia para encontrar un misterioso artefacto por orden del emperador. En mitad del desierto encuentra un círculo de piedras que le llaman. Al acercarse, acaba en la ciudad prohibida, donde tocará uno de los tres artefactos de los antiguos, convirtiéndose en su siervo. |
| Capítulo 2: La Obligación del Dios Cadáver               | Ellia              | Angkor Thom (Camboya)                         | 1150 D.C. | Ellia es una danzarina que, tras leer un fragmento del Libro de la eterna Oscuridad que relataba un encuentro entre Pius y Mantorok, es encerrada en la Ciudad Templo, en la que se adentra descubriendo un pasadizo secreto en los pasillos de la estructura. Siguiendo el único camino posible, sortea las trampas y es conducida hasta la morada del mismo Mantorok, donde es advertida por Pius de que abandone el lugar si no quiere servir de alimento al Antiguo. En cuanto Pius abandona la estancia, se le entrega a Ellia el Corazón de Mantorok y el deber de mantenerlo alejado de los siervos de las Tinieblas. Al final del capítulo, Pius mata a Ellia sin saber que guarda la Esencia de Mantorok en su cuerpo.                                                          |
| Capítulo 3: Sospechas de Conspiración                    | Anthony            | Catedral de Amiens (Francia)                  | 814 D.C.  | Anthony es un seguidor leal al rey franco Carlomagno y en un principio debe llevarle de inmediato un manuscrito con un mensaje en su interior que sólo el rey debe leer, pero en privado Anthony abre el pergamino y es hechizado con un conjuro que iba dirigido a Carlomagno. Ante esta traición, Anthony decide advertirle y explora a través de la capilla de Oublie para encontrar a Carlomagno. Poco a poco el conjuro va surtiendo efecto y su carne parece ir pudriéndose mientras sigue vivo, y, a pesar de sus esfuerzos, no consigue cumplir su cometido. |
| Capítulo 4: El Regalo de la Eternidad                    | Karim              | Persia                                        | 565 D.C.  | Karim es un guerrero joven que vive enamorado de Chandra, una mujer que cautivó sus pensamientos, quien sin embargo, no le cede su amor. Chandra le habla a Karim sobre un objeto de su anhelo, que se encuentra en la Ciudad Prohibida, en el interior del desierto de Persia. Karim decide ir a buscar este objeto, que sin embargo era la esencia de los Ancestros (depende de qué camino se elija, puede ser Chattur'Gha, Xel'lotath o Ulyaoth). Al final, cuando Karim encuentra el objeto, se le aparece Chandra y le habla de su asesinato a manos de la esposa de su amante, y que con su muerte se dio plena cuenta del significado del objeto que le pidió y que deben guardarlo juntos. Karim se sacrifica para ser el Guardián del Artefacto y muere por un beso de Chandra. |
| Capítulo 5: El Horror Acechante                          | Maximillian Roivas | Mansión Roivas, Rhode Island (Estados Unidos) | 1760 D.C. | Maximilian Roivas es un noble del siglo XVI, y el heredero de la Mansión Roivas en el estado de Rhode Island. Viudo y solitario, decide explorar la Mansión que heredó de su padre, sin saber que debajo de toda ese edificio estaba la Ciudad de Enn'Gha, una ciudad más antigua que la humanidad misma. Maximilian tan sólo ve la imagen de toda esa fortaleza, y desesperado, busca una forma de avisar a las personas. Pero 3 meses después, se le ve calvo y demente, encerrado en la Prisión Mental de Rhode Island, en su intento de avisar a la humanidad del terror que vieron sus ojos. |
| Capítulo 6: Un Viaje al Corazón de las Tinieblas         | Edwin Linsdey      | Angkor Thom (Camboya)                         | 1983 D.C. | Un audaz aventurero ha emprendido un largo viaje al antiguo templo de Camboya con la misión de encontrar la reliquia que le fue encargada. Esta reliquia es nada menos que el corazón de Mantorok (su esencia). Pius Augustus, que se hace pasar por una especie de mecenas, intenta asesinarlo, pero no cuenta con la astucia de Edwin Linsdey, quien lo burla y tras haber atravesado todos sus obstáculos, logra encontrar el cadáver de Ellia y esta le entrega la esencia de los Mantorok y la lleva a Rhode Island a manos Edward Roivas . |
| Capítulo 7: Herejía!                                     | Paul Luther        | Catedral de Amiens (Francia)                  | 1485 D.C. | En la Catedral de Amiens, varios siglos después, un fraile franciscano llamado Paul Luther visita la Catedral y es recibido por el Arzobispo Philliphe Augustine. Paul entra en la Catedral y ve a un monje asesinado, el Hermano Andrew. Augustine encierra a Luther. Pero un monje le visita y le habla sobre el peligro que corre y sobre la verdad del asesinato del Hermano Andrew. Paul decide entonces desenmascarar esta herejía. Al final, Paul entra a las profundidades de la iglesia y el Arzobispo resulta ser Pius disfrazado. En ese momento el Guardián del artefacto asesina a Paul, y advierte a Pius de que no se acerque. |
| Capítulo 8: La Ciudad Prohibida                          | Roberto Bianchi    | Persia                                        | 1460 D.C. | Roberto Bianchi es un arquitecto de Italia que es capturado junto a otros por un conquistador militar. Los ejércitos construyen un pilar bajo la Ciudad Prohibida y Roberto es enviado por sus captores a inspeccionar el lugar. En su trayecto se enfrenta a la oscuridad y al Guardián del artefacto, Karim. Sin embargo, Karim ve que Roberto fue elegido y le entrega el artefacto. Al final, Roberto advierte a su captor sobre el peligro de la construcción y le dice que sería una locura seguir. El conquistador, que en realidad es Pius, lo envía con sus captores y son lanzados hacia un pilar en construcción. Después se ve la imagen aterradora de una torre de hormigón con personas atrapadas dentro.                                                                  |
| Capítulo 9: Una Guerra para acabar con todas las Guerras | Peter Jacob        | Catedral de Amiens (Francia)                  | 1916 D.C. | Es el periodo de la Primera Guerra Mundial, y la Catedral de Amiens es transformada en un hospital de campo. Peter Jacob, es un joven reportero que escribe sobre sus experiencias y horrores de la guerra. Sin embargo, la oscuridad azota la catedral y Peter deberá luchar con ella. Al final, Peter se enfrenta al Guardián del artefacto y le derrota. 63 años después, un Peter envejecido visita a Edward Roivas en su mansión y le cuenta su experiencia. Éste le entrega la Esencia y ambos brindan. |
| Capítulo 10: El Legado de Oscuridad                      | Dr. Edward Roivas  | Mansión Roivas, Rhode Island (Estados Unidos) | 1952 D.C. | Aquí hace aparición el abuelo de Alex, quien siendo un estudioso de la psicología, decide emprender una investigación que lo lleva a toparse con el espíritu de su antepasado Maximillian, quien le encarga la destrucción de la ciudad de En'Gha, para eso debe bajar a la ciudad misma, pero antes debe matar a un vampiro que acecha su casa, una vez muerto, y en la ciudad, debe activar un gigantesco mecanismo mágico que acabara con la presencia del ejército del antiguo contra el que se está peleando. Al final se descubre cómo muere asesinado. |
| Capítulo 11: Cenizas a las cenizas                       | Michael Edwards    | Persia                                        | 1991 D.C. | Michael Edwards, un bombero que apaga fuego con explosiones, realizaba un trabajo de rutina cuando algo sale mal y los explosivos estallan antes de tiempo. Edwards logra sobrevivir, descubriendo a su vez un extraño pilar, y del pilar surge el espíritu de Roberto Bianchi, quien le encomienda llevar el artefacto a la Reunión de la Luz. Michael al final logra escapar (destruyendo la ciudad en el proceso) y le da a un viejo Edward Roivas el artefacto que consiguió. |
| Capítulo 12: La Batalla Final contra la Eterna Oscuridad | Alexandra Roivas   | Mansión Roivas, Rhode Island (Estados Unidos) | 2000 D.C. | Habiendo leído todos los capítulos, Alex se dispone a detener a los Antiguos y a su siervo Pius (si haces cierto procedimiento puedes obtener la antigua Gladius encantada). Cuando Alex derrota a Pius se da cuenta de que liberó un mal peor que otro; sin embargo, obtiene la ayuda de Los Elegidos y de su mismo abuelo, quien logra sellar para siempre a la oscuridad, para luego felicitar a su nieta por el gran esfuerzo y despedirse para siempre de ella. Alex narra la parte final del capítulo. |

## Personajes
Durante la historia juegas con Alexandra y vas descubriendo los capítulos del libro de la Eterna Oscuridad (que vendrían a ser como niveles). En cada capítulo juegas con un personaje distinto, cada uno con niveles distintos de vida, magia y cordura.

### Familia Roivas
Buena parte de la familia Roivas tiene relación con la historia del videojuego. La familia Roivas es de orígenes mediterráneos y en más de una ocasión se les fueron tildados de brujos.
- Alexandra. Es la protagonista. El homicidio de su abuelo (después se sabrá que el asesinato fue perpetrado por uno de los guardianes de los antiguos) la indujo a descubrir quién fue el que hizo que se enterara de toda la trama de la historia. Al final acaba con el antiguo y con Pius Augustus.

- Edward. El abuelo de Alexandra y psicólogo. Descubrió todo cuando el fantasma de Maximillian le dijo dónde se encontraba el libro de la Eterna Oscuridad. Destruyó la colonia de guardianes situada en unas ruinas bajo la mansión. Dedicó el resto de su vida a descubrir todo lo que pudo sobre los antiguos para que Alexandra estuviera preparada para el enfrentamiento final.

- Maximillian. Fue el segundo de la familia en descubrirlo todo (su padre estaba al tanto de esto). Cuando su padre y su esposa murieron y sus hijos empezaron a formar sus propias vidas, Maximillian empezó a investigar en su mansión motivado por sus secretos. Al final descubrió la colonia de guardianes que había debajo de la mansión. Su final es triste, pues al querer buscar ayuda para combatir a los sirvientes de los antiguos, lo tacharon de loco y termina sus días encerrado en un manicomio. Más adelante se revela en una visión a Alex que terminó de loco por matar a sus sirvientes, a los que creía poseídos por los antiguos. Decide buscar ayuda pero lo encierran en el manicomio, donde grita referencias a los enemigos del juego.

### Resto de personajes
- Pius Augustus. Es el antagonista de la historia. Era un centurión de prestigio en el imperio romano. Cuando estaba en Persia oyó unas voces (presumiblemente de los Antiguos) que lo atrajeron hacia unas ruinas que lo llevaron hacia la ciudad prohibida donde encontró las esencias de los antiguos. Al coger una de ellas obtuvo el poder de los antiguos y se convirtió en el segundo al mando, sólo superado por el antiguo al que sirve. A lo largo de la historia asume el papel de diversos personajes para lograr sus propósitos a través de los elegidos. La única forma de alcanzar un nivel semejante al suyo en cuanto al dominio de la magia es tener a disposición las esencias de los demás Antiguos. Finalmente es aniquilado en el plano de las Tinieblas junto a su correspondiente antiguo por Alexandra.

- Ellia. Es una bailarina que, por una coincidencia, se convirtió en la guardiana de uno de los corazones de Mantorok hasta que Edwin Linsdey llega hasta su lugar de reposo, donde le hace entrega de la esencia que custodiaban los seguidores de los Antiguos.

- Anthony. Es un mensajero del imperio carolingio. Cuando se le dio un mensaje para su emperador, movido por la curiosidad, abrió el mensaje y fue embrujado por una magia inscrita en él. Va a la catedral de Amiens para avisar a su emperador pero llega tarde dado que los subordinados del antiguo ya habían acabado con él. Los efectos del conjuro lo reducen a un cadáver viviente, pero plenamente consciente de su situación. Al final es liberado de su sufrimiento por Paul Luther, quien acaba con él.

- Karim. Enviado por su amada Chandra a buscar un tesoro en Persia, averigua al encontrarla que es una esencia de los antiguos, la cual tendrá que proteger durante el resto de su existencia de ultratumba en compañía del espíritu de Chandra hasta la llegada del siguiente elegido.

- Edwin Linsdey. Edwin es un arqueólogo que llega a Camboya motivado por el descubrimiento de un templo perdido. Su patrocinador, que resulta ser Pius disfrazado, lo intenta asesinar. Al final consigue hacerse con el corazón de Mantorok, el cual entrega a Edward Roivas.

- Paul Luther. Es un fraile franciscano que llega a la catedral de Amiens para ver una reliquia de prestigio, la mano de Judas. Fue apresado cuando descubrió el cadáver de un clérigo al llegar a la catedral. Su sorpresa fue grande cuando descubrió que la mano de Judas era una farsa para atraer peregrinos para sacrificarlos a los antiguos. Además, esta reliquia era en realidad una de las esencias de los antiguos. Al final el guardián de la esencia acaba con él.

- Roberto Bianchi. Es un arquitecto italiano que resulta apresado por un conquistador y es obligado a controlar la construcción del monumento que planea hacer. De esa forma descubre que el monumento tendrá como función ocultar lo que tiene debajo: La ciudad prohibida. En ella se esconde una de las esencias de los antiguos, la cual Roberto habrá de proteger, ya que después de encontrar a Karim, demuestra que es uno de los elegidos. Finalmente muere al ser utilizado de pieza de construcción para el grotesco monumento: una torre rellenada de los cadáveres de varias personas, muertas al sepultar la torre.

- Peter Jacob. Es un joven reportero inglés durante la Primera Guerra Mundial; comienza escribiendo en su diario el horror de la guerra, mientras permanece en la catedral de Amiens (convertida en un hospital de guerra) y a unas cuantas millas puede escuchar la sangrienta batalla del Somme. Después de explorar un poco descubre una carta de un soldado que siendo herido fue admitido en el hospital, había escuchado lamentos y cosas extrañas por la noche. Después de ser elegido para llevar el Libro de la Eterna Oscuridad, descubre más partes de la carta hasta descubrir que los soldados heridos y muertos son utilizados como alimento para el guardián que mató a Paul Luther siglos atrás y que aún sigue protegiendo la supuesta reliquia religiosa de la Mano de Judas. Después de encontrar al guardián y derrotarlo, se hace con la esencia de uno de los antiguos. Muchos años después, siendo un anciano le entrega la esencia a Edward Roivas.

- Michael Edwards. Es un bombero industrial canadiense que trabaja durante la Guerra del Golfo Pérsico. Se encarga de realizar explosiones a gran escala para sofocar grandes incendios. En una misión, las bombas plásticas que colocaban él y su equipo explotan debido a una fuerza extraña. Cae justo a los pies del pilar donde Roberto y muchas personas murieron años atrás. El fantasma de Roberto aparece entregándole la esencia que recibió de Karim. Después de hurgar en el lugar, se da cuenta de que está en la ciudad prohibida, la cual finalmente acaba destruida....

## Los Antiguos
Son seres que están relacionados con las Tinieblas. Se dice que alguna vez fueron ellos los que dominaban el mundo antes que el hombre, pero por alguna razón desaparecieron.
Cada Antiguo se caracteriza por un color en especial que resalta sus habilidades y desventajas.
Usan a Pius como su sirviente en un intento por regresar, pero necesitan un hechizo de 2000 años para regresar con todo su poder.
Los antiguos son:
- Ulyaoth. Es el dios del espíritu los planos dimensionales, inteligente y estratégico hasta donde su orgullo le permite llegar. Su color es el azul, sus sirvientes se caracterizan por parecerse a los moluscos. Se especializa en dominar la magia, es fuerte ante la fuerza física y débil ante el poder de la mente (locura). Su esencia es el Domo de Ulyaoth.

- Xel'lotath. Es la diosa del conocimiento y de la locura (se compone de entes divididos que tienen todo el conocimiento, lo cual le lleva a una dilucida locura y a una extrema paranoia), su color es el verde; ella misma y sus sirvientes quizás sean los más estrafalarios del juego ya que la mayoría son aberraciones. Se especializa en afectar la cordura, y es fuerte contra el poder espiritual y de los planos, pero es débil ante la fuerza bruta. Su esencia es el Velo de Xel'lotath.

- Chattur'gha. Es el dios de la fuerza física y de la materia; su color es el rojo. Él mismo y sus sirvientes se asemejan mucho a las arañas y a los cangrejos y sus zombis semejan cuerpos musculosos pero desollados. Se especializa en dominar la fuerza bruta y la resistencia física, y es fuerte contra el poder de la mente pero es débil ante la magia. Su esencia es el Colmillo de Chattur'gha.

- Mantorok. También denominado por los antiguos como «el dios muerto», reina sobre el orden y caos, además de crear el Libro de la Eterna Oscuridad. Debido al poco poder que le resta, sus únicos sirvientes son los zombis de Mantorok. Su color es el morado. Su posición en el juego es a la vez inferior y después es demasiado superior. Él representa el equilibrio entre los antiguos. Su obligación es contener a los otros antiguos y evitar su paso a nuestro plano.

- Esencia amarilla. Durante el juego se puede observar en varias ocasiones la presencia de una esencia amarilla, pero no está conectada con ninguno de los demás antiguos; inclusive uno de los directivos del juego afirmó que no incluyeron una trama para la esencia amarilla aunque originalmente si planeaban hacerlo.[3]